# Polystichum bakerianum
Polystichum bakerianum là một loài thực vật có mạch trong họ Dryopteridaceae. Loài này được (Atk. ex C.B. Clarke) Diels miêu tả khoa học đầu tiên năm 1899.